# Орденский дворец

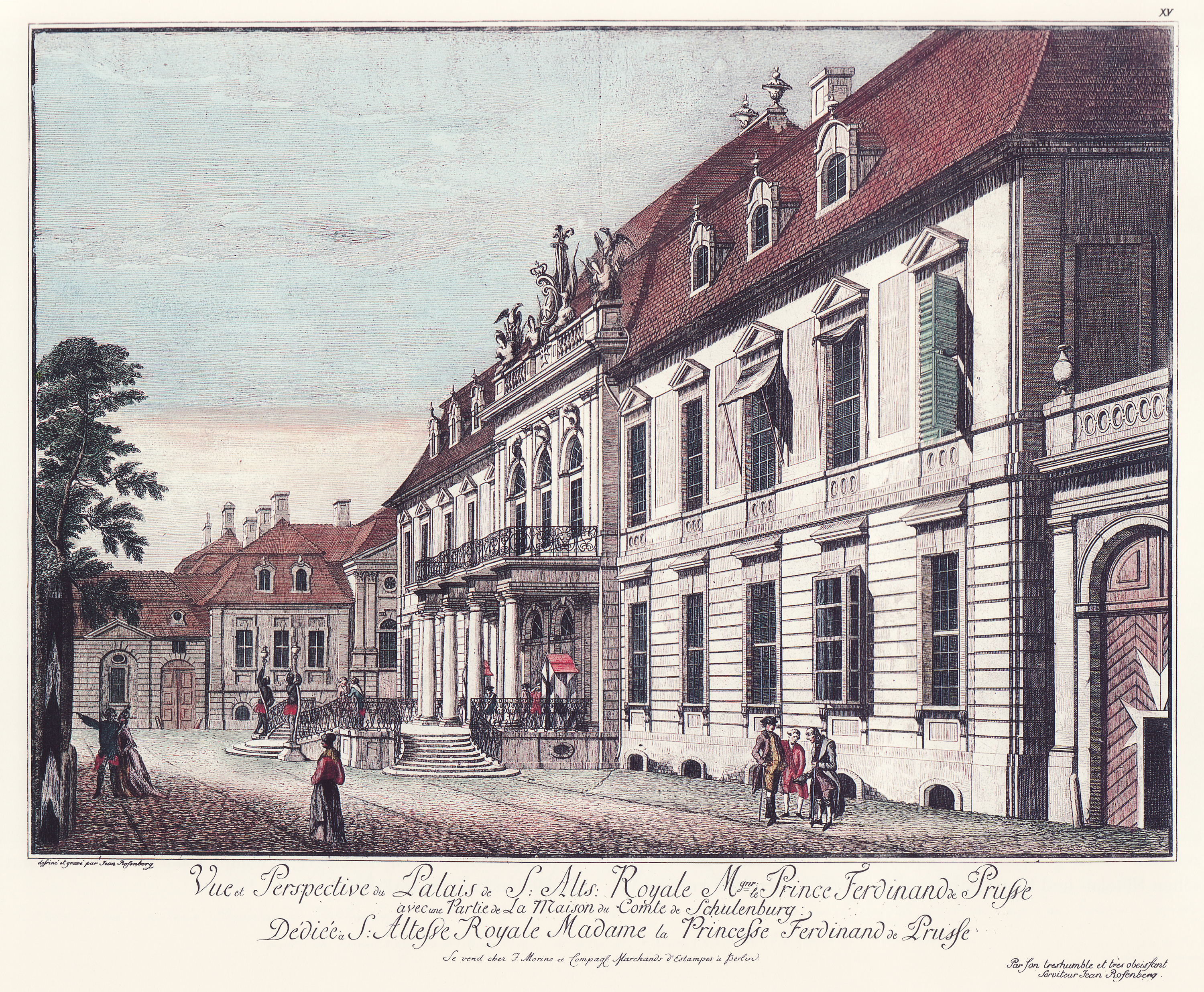
Орденский дворец, 1780

Орденский дворец (О́рденспале, нем. Ordenspalais) — несохранившееся здание в центре Берлина, располагавшееся в районе Митте на пересечении улицы Вильгельмштрассе с площадью Вильгельмплац. Название дворцу дал орден иоаннитов, чьё посольство в Берлине находилось в этом дворце с 1738 года. Во времена Веймарской республики в Орденском дворце размещалась имперская пресс-служба, а в Третьем рейхе — имперское министерство народного просвещения и пропаганды.
Строительство дворца под резиденцию генерал-майора Карла Людвига фон Вальдбурга началось в 1737 году. Генерал-майор умер уже в 1738 году, по приказу короля Пруссии Фридриха Вильгельма I возведение здания по проекту Карла Фридриха Рихтера завершил орден иоаннитов. С 1738 года дворец занимало посольство ордена иоаннитов. С 1829 года дворец использовался как резиденция принца Карла Прусского, его перестроили в неоклассицистском стиле и переименовали во «Дворец принца Карла». У дворца появился дополнительный корпус, выполненный по проекту Фридриха Августа Штюлера. В 1853 году во дворце состоялась церемония воссоздания ордена иоаннитов, новым гроссмейстером которого стал принц Карл. После смерти принца в 1883 году в бывшем Орденском дворце поселились его потомки — принцы Фридрих Карл и Фридрих Леопольд.

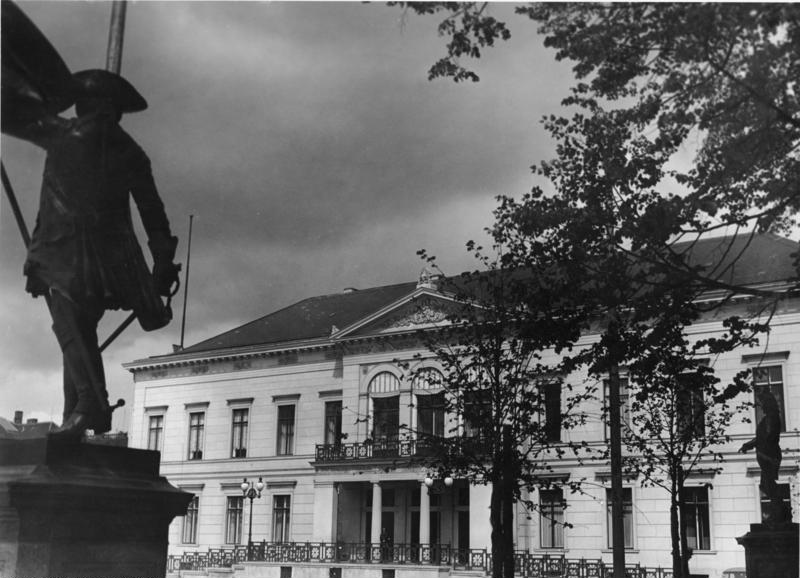
Дворец принца Карла. 1936

После Первой мировой войны Орденский дворец продолжительное время являлся объектом имущественного спора между Гогенцоллернами и прусским государством. После урегулирования спора в здание въехали объединённая пресс-служба имперского правительства и министерства иностранных дел.
В марте 1933 года Орденский дворец был передан новому имперскому министерству народного просвещения и пропаганды. В 1936—1940 годах дворец обзавёлся дополнительным корпусом, построенным по проекту архитектора Карла Райхле.

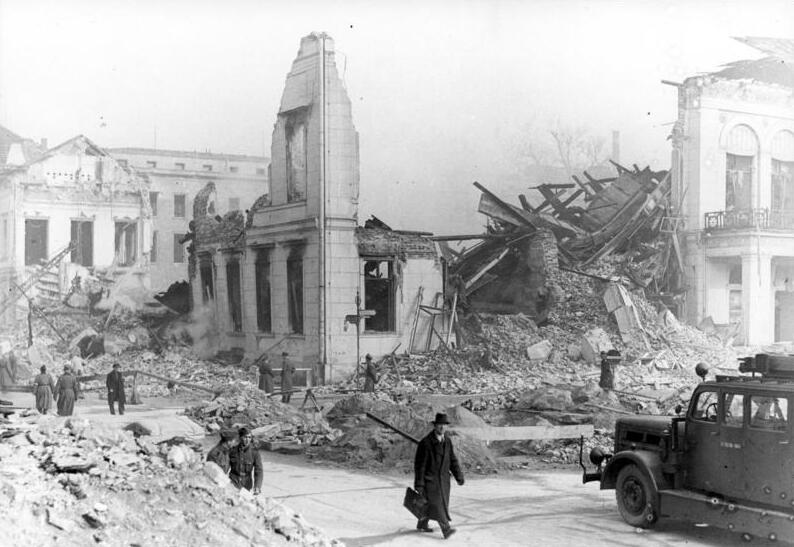
Руины Орденского дворца в апреле 1945 года

В последние недели Второй мировой войны Орденский дворец был разрушен в ходе бомбардировок Берлина, руины были снесены в 1949 году. В сохранившемся дополнительном корпусе Орденского дворца, ныне по адресу Вильгельмштрассе, 49, с 1947 года размещалась штаб-квартира Национального фронта ГДР. С 1999 года в этом здании размещается Федеральное министерство труда и социальных вопросов Германии.